# Забой свиней

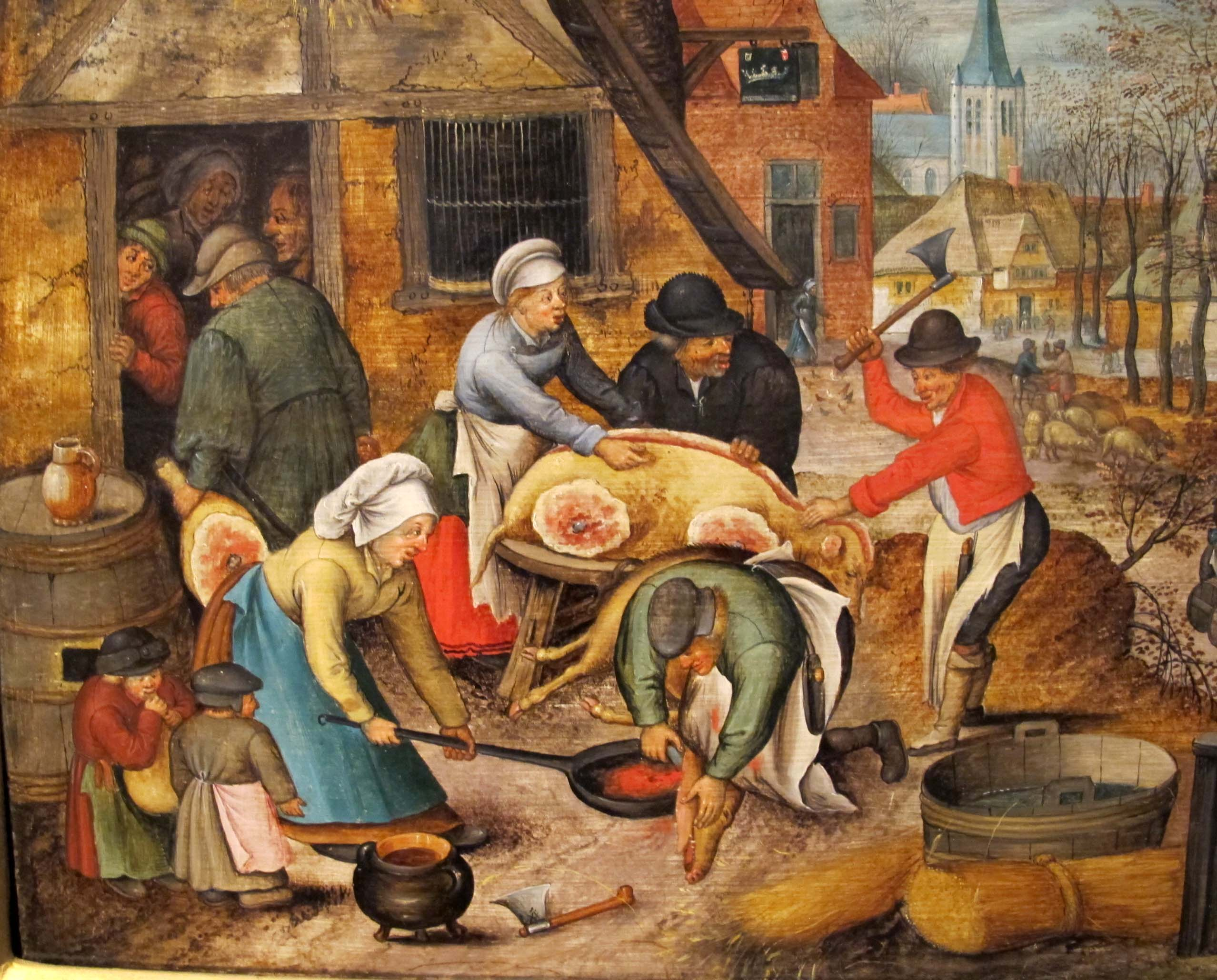
Забой свиньи. Картина П. Брейгеля, 1616 год

Схематическое изображение разрезов свиньи

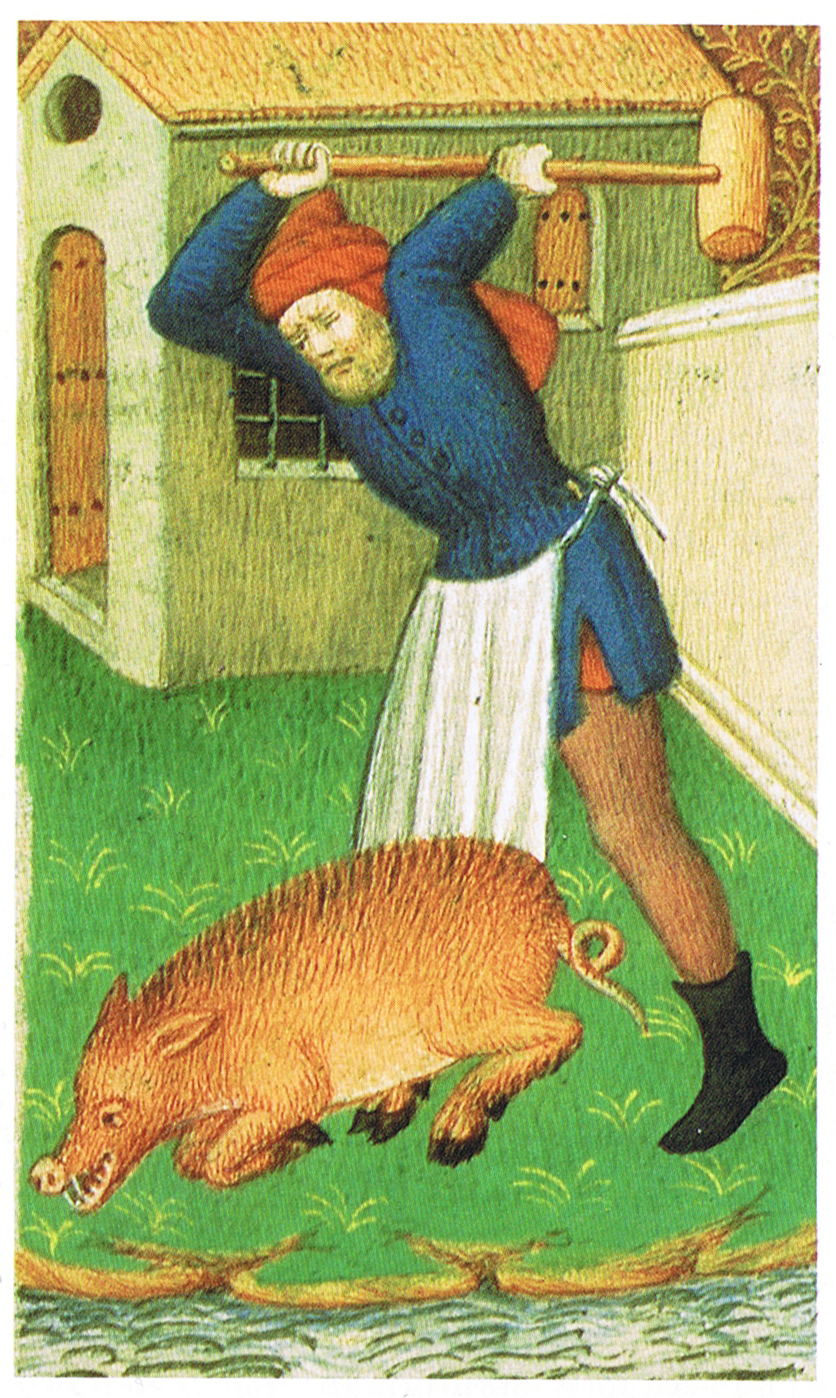
Убой свиньи в Швеции

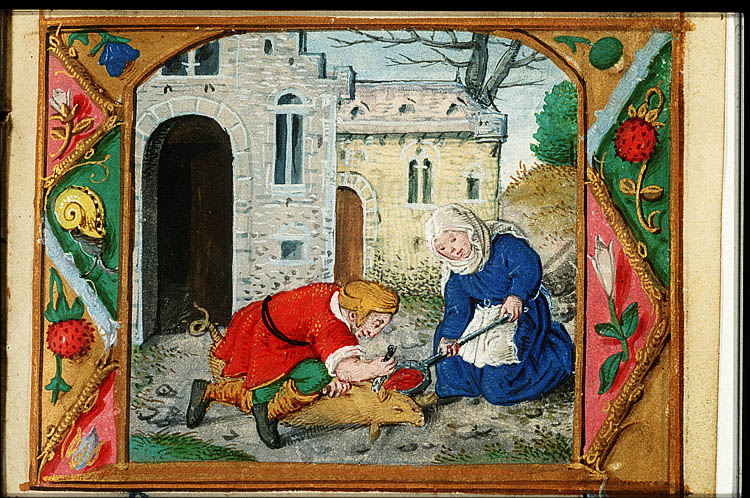
Забой свиньи в средневековье

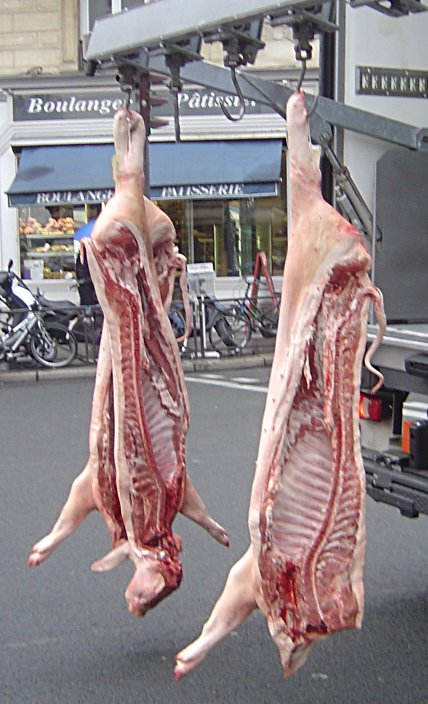
Две полутуши свиньи

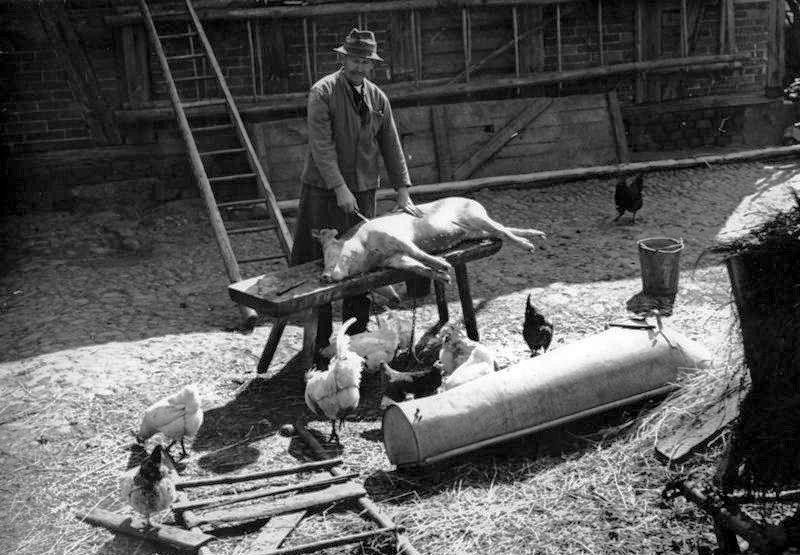
Убой свиньи (1947)

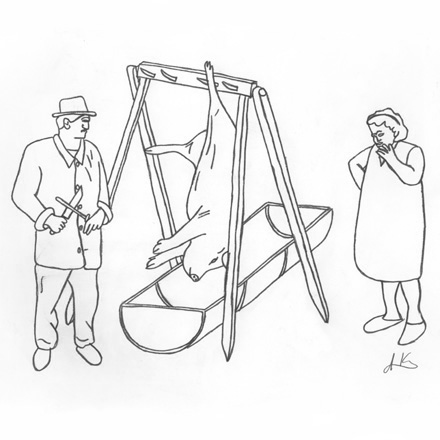
Убой свиньи в вертикальном положении, распространён во Франции и Испании

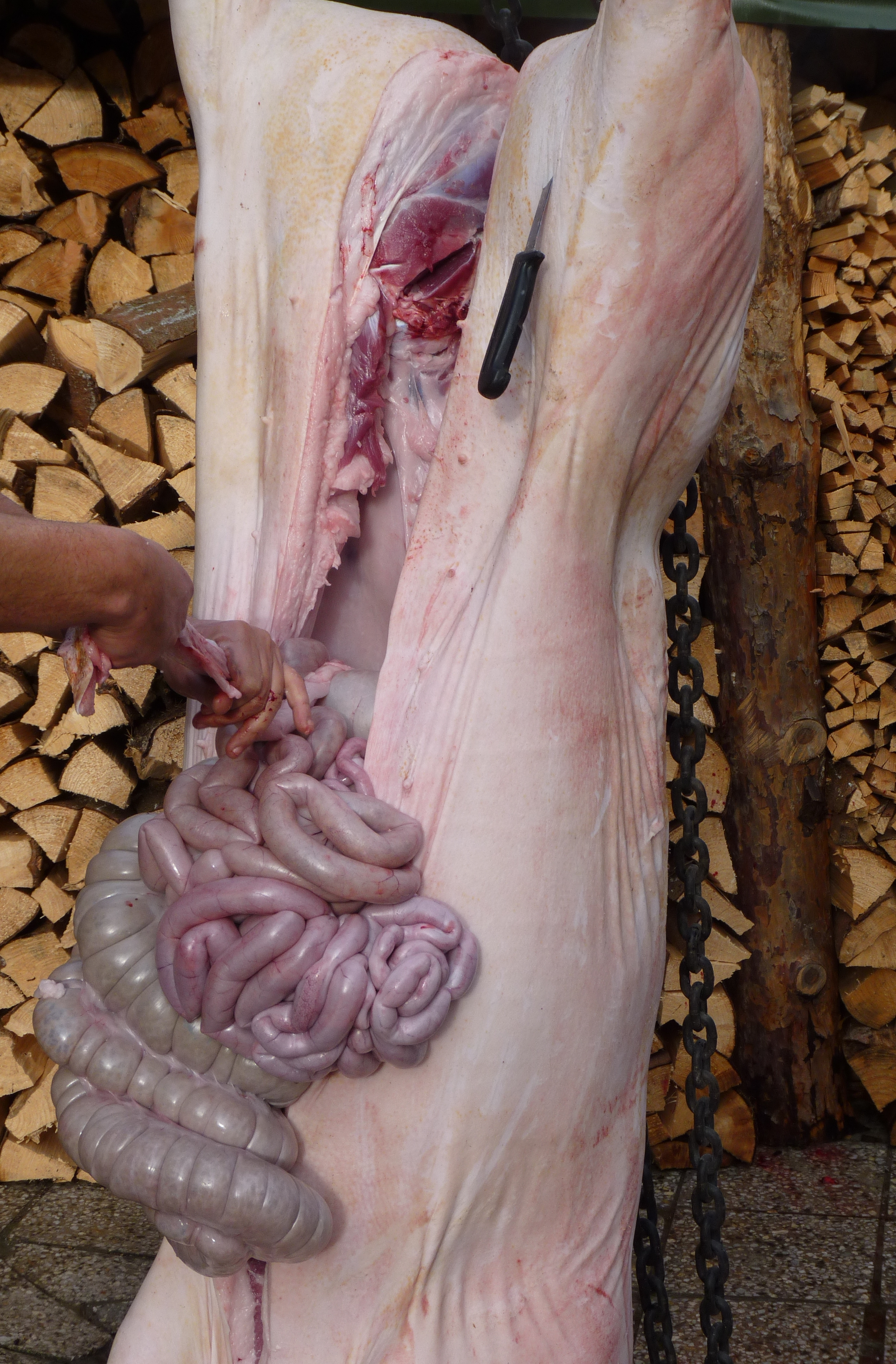
Удаление кишечника

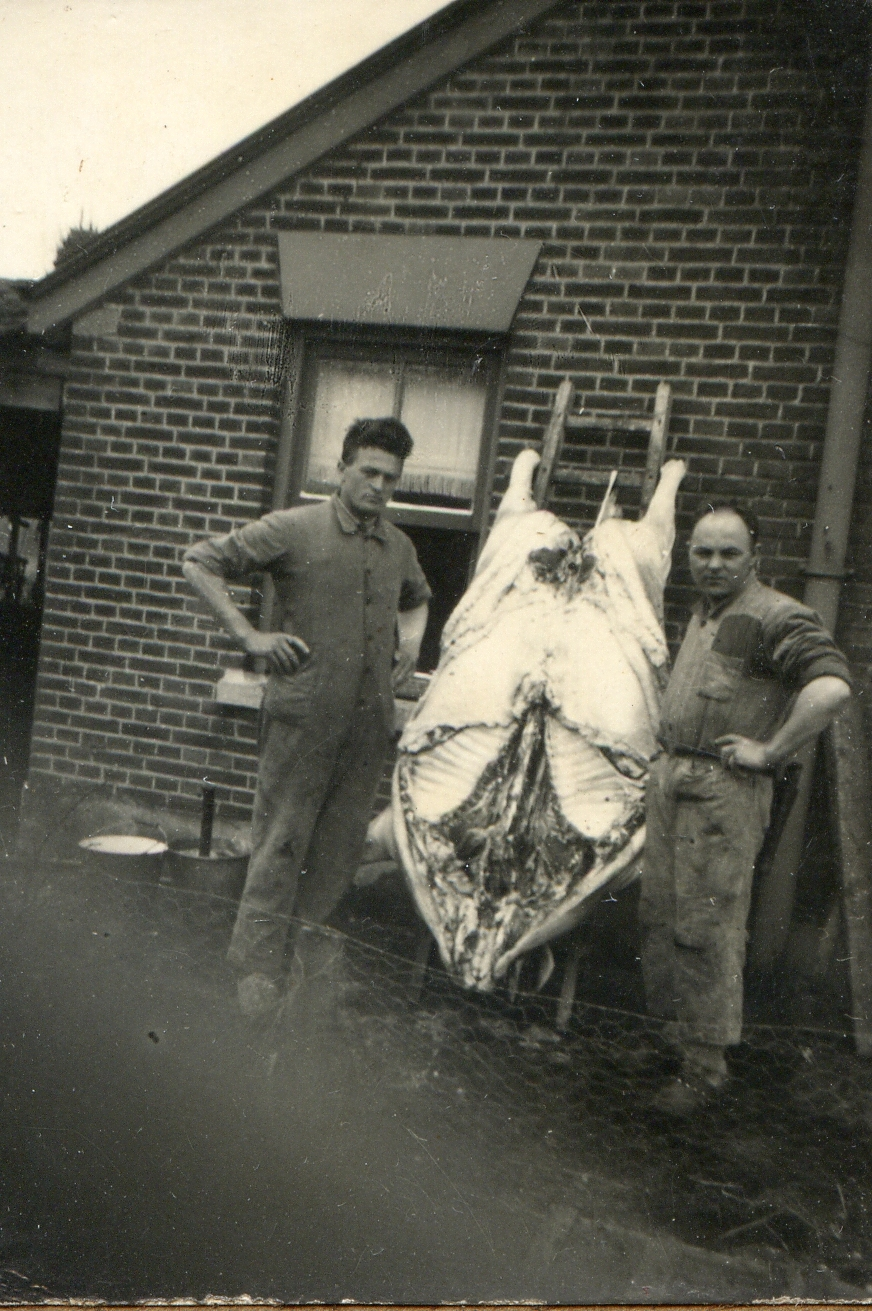
Убой свиньи

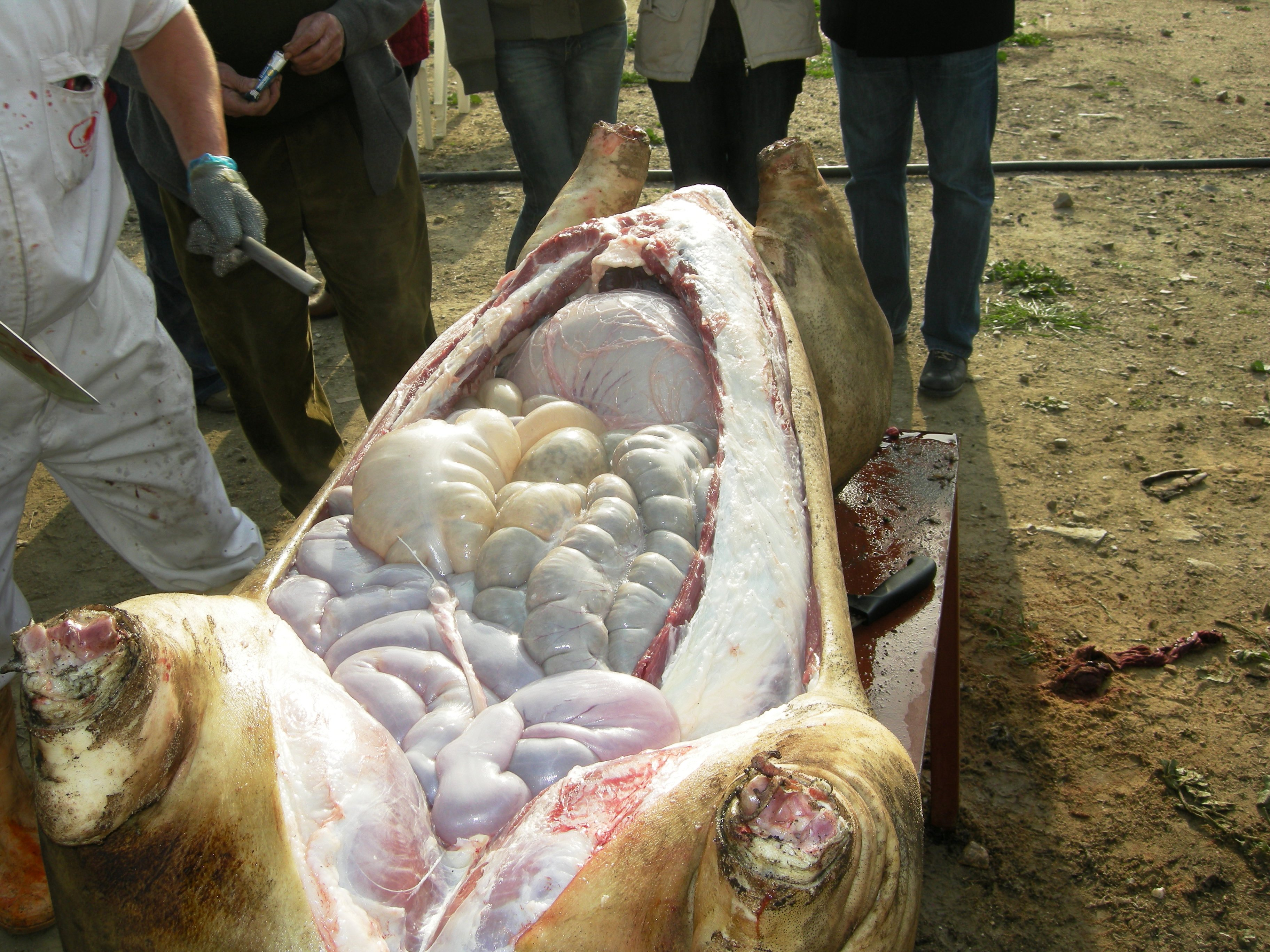
Удаление кишечника, Испания

Забой (убой) свиней является традиционным праздником или ритуалом в некоторых странах Европы — в Венгрии (disznóvágás), Чехии (zabijačka), Словакии (zabíjačka), Португалии (matança), Испании (matanza), Германии (шлахтфест), Хорватии (kolinje) и других странах. В мусульманских странах обычай запрещён.
Свиней откармливают и разделяют по группам: на поросят (от 1,5 до 3 месяцев) и взрослых свиней; на мясистых и жирных. Мясо кабана часто хранят месяц после убоя.
В основном убой проводится два или три раза в год на фермах. Сначала свинью разрубают ударом топора, ошпаривают кипятком и удаляют кишечник. Сейчас свиней бьют электрическим током. Когда она потеряет сознание, её начинают резать. Во многих странах к свинине подают вино. В некоторых странах существует обычай дарить мясо соседям. Традиционно свиней убивали зимой, чаще под Рождество. Сейчас убой свиней запрещён во многих странах, но в средневековье это было единственным способом добычи мяса.
Для приготовления продуктов от животного отрезается часть, которая нужна для приготовления. Ветчину и окорок делают из солёной задней части. Для получения бекона используют грудь. В Италии из свиней готовят колбасы «вентричина» и «собрассада», и часто добавляют в них приправы. Для хранения колбасу заворачивают в свиной мочевой пузырь. Холодец готовят из головы. Жирных свиней используют для приготовления сала и смальца. Смалец делается путём нагревания жира в железной ёмкости. Рулька готовится из бедра, корейка — из спины.
Свиней убивали для изготовления мячей, которых делали из свиного мочевого пузыря.

## Югославия
Убой свиней в Югославии называется kolinje или svinjokolje. На территории бывшей Югославии в сельских семьях свиней убивают поздней осенью. После Второй мировой войны этот обычай проводился 29 ноября, который впоследствии стал нерабочим. В Далмации обычай проводится в период между Новым годом и Рождеством. Вся продолжительность убоя свиней может достигать трёх дней. Позже люди ввели правило убивать больше одной свиньи, что увеличило время. Во время этого обычая в Югославии люди должны помогать своим родителям. При этом для упрощения забоя используется механизация, но традиционно рубить мясо приходится вручную. Измельчение осуществляется с помощью приборов с ручным управлением.
Традиционно приготовленные ветчины (šunka), бекон (slanina), колбасы (kobasica) в Югославии являются деликатесами. Печень свиньи обычно готовится в тот же день после убоя. Свиней убивали мужчины, женщины удаляют кишечник и готовят мясо. Все мужчины должны быть здоровыми, с чистыми руками, одетыми в шляпу. Ножи затачиваются, очищаются и дезинфицируются. Поверхность должна быть чистой и со специальным жёлобом, работающем как канализация.
Правила по требованиям гигиены во время убоя животных в Хорватии были приняты в 1992 году, правила обращения с останками животного в 2003 году. Защищающие права животных считают обычай жестоким и устаревшим и не уверены в том, что убой животных соответствует европейским стандартам и правилам гигиены. В процессе вступления Хорватии в ЕС новое законодательство посчитало убой свиней незаконным. Он мог проводиться в специально построенных для этого объектах. Сейчас семьи Югославии проверяют мясо на количество вредных веществ.

## Франция
Во Франции свиней откармливают мясом в течение года. Убой (tue-cochon) происходит в холодные месяцы зимы. Эта традиция во Франции до сих пор разрешена на фермах и в семьях, но запрещается убивать свиней перед публикой. В 2012 году этот обычай стал культурным наследием Франции. Традиционно убой свиней являлся у французов трёхдневным.

### Первый день: забой
Свинью убивают несколько мужчин. Во Франции роль убивающего свинью передаётся по наследству. Её режут в вертикальном положении. Затем удаляют кишечник и оставляют труп свиньи на ночь в подвале, предварительно сломав рёбра (это делают мужчины).

### Второй день: приготовление мяса
На второй день женщины достают куски мяса. Некоторые оставляют для хранения, остальные делятся на:
- жирные (для приготовления мяса)
- куски мяса с большим количеством крови (их приправляют солью, перцем и чесноком и подают к столу)
- куски с меньшим количеством крови (для приготовления колбас).

### Третий день: приготовление колбас
Третий день предназначен для приготовления колбас и сервировки стола. После приготовления начинается сушка у камина. На столе к колбасам подают ломтики хлеба или яйца.

## Чехия

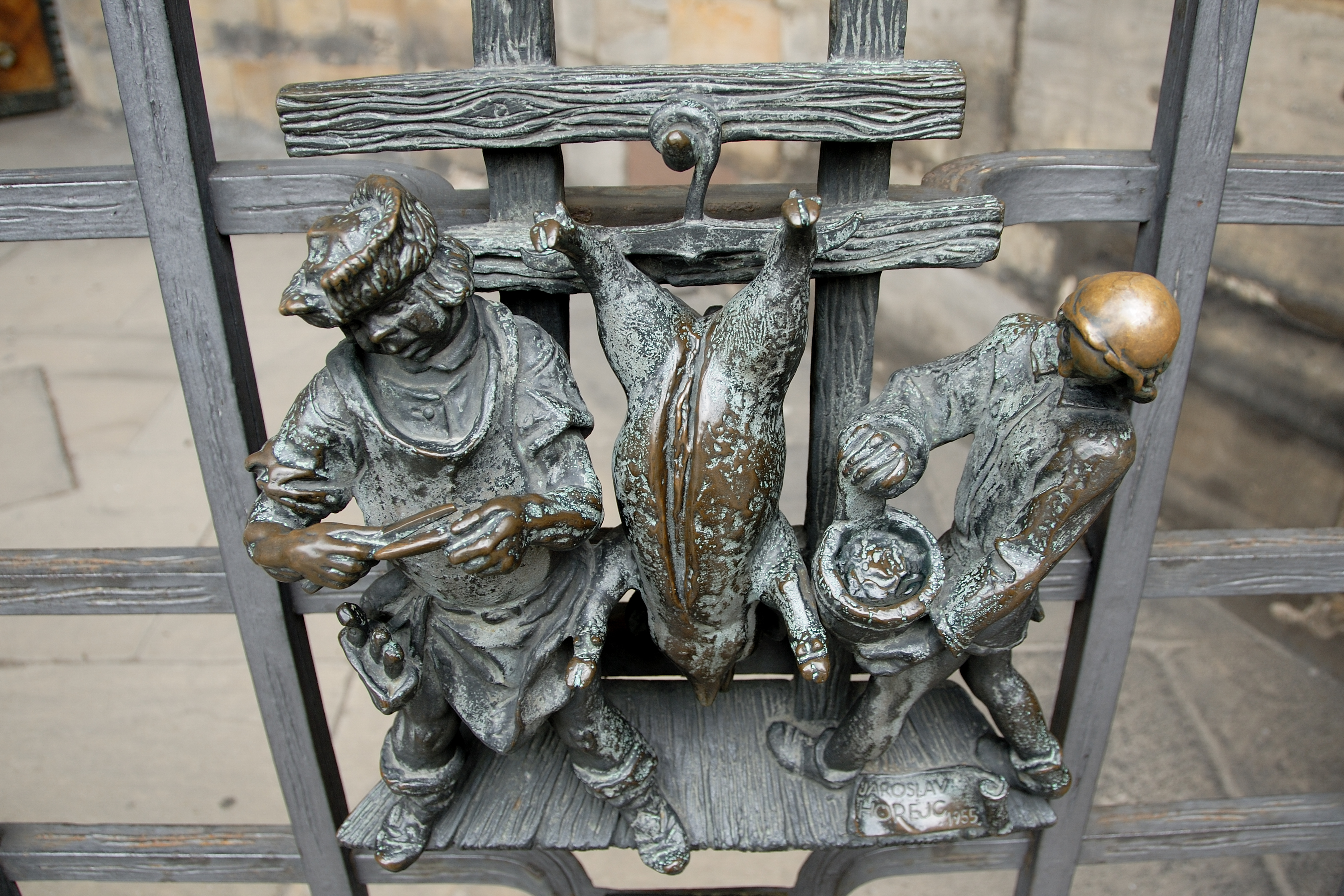
Памятник забою свиньи в церкви святого Вита (Прага)

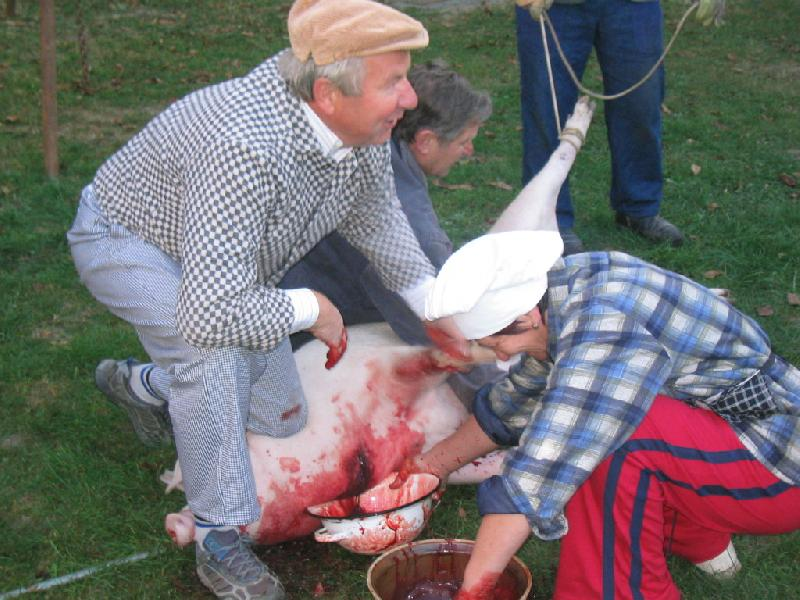
Забой свиньи в Чехии

В Чехии свиней убивают зимой, чаще — в январе, когда холодная температура облегчает хранение мяса. Подготовка к обычаю продолжалась несколько дней и включала множество церемоний. После убоя семьи посещают дома соседей и дарят им приготовленный после убоя свежий суп, а иногда — своё мясо. После этого в доме начинается пир. Иногда гости одеваются в маски. Раньше церемонии убоя свиней заканчивались в Пепельную среду.
Традиционный убой свиней в Чехии (по состоянию на 2011 год) до сих пор проходит во многих чешских городах и селениях. Однако эта традиция является исчезающей. Во второй половине XX века купить участок для выращивания свиньи было дешевле, чем в XXI веке. В колхозах было легче получить продукты питания, необходимые для откармливания свиньи. В 2009 году чешский политик и член Европарламента Ян Бжезина сказал:
Узнав, что в Румынии животные не дезинфицированы до убоя, это вызвало истерическую реакцию со стороны европейских институтов. Первые государства-члены Евросоюза начали требовать более жёсткого контроля.
Чешский художник Йозеф Лада предпочитал писать картины на темы домашнего убоя свиней. В пьесе «Свинья» (1987) Вацлав Гавел с трудом покупает на рынке свинью для убоя (по-чешски zabijačka). В 1968 году Джери Себанк, основатель театра Яры Цимрмана, написал пьесу «Домашний убой свиньи».

## Словакия
В Словакии убой свиней (zabíjačka, zakáľačka, bravčovina, svinský kar, karmina) был неотъемлемой частью зимних праздников с раннего средневековья. Убой свиней считался важным событием в деревнях и возможностью семьям собраться вместе. По словам Катарины Надаски из отдела этнологии и антропологии в университете имени Я. А. Коменского, традиционный период для убоя свиньи начинался 21 декабря, в день Святого Фомы. Магическое значение придавалось дате, и фермеры полагали, что мясо свиньи, убитой в день Святого Фомы, хранится дольше. Второй день в году для убоя свиней в Словакии — Марди Гра (второй день Масленицы).
В Словакии также существует обычай, проводимый весной и связанный с забоем свиней. После убоя самки свиньи, женщины бросают её кости. Считалось, что чью кость начнёт грызть собака, та женщина скоро выйдет замуж.

## Каталония
В Каталонии днём убоя свиней считалось 11 ноября (день святого Мартина). Все люди, работающие на ферме, принимали участие в обычае. По традиции, мужчины резали свинью и удаляли кишечник, а женщины готовили продукты. Они готовились так, чтобы половина из них была съедена во время пира, а другие можно сохранить до весны.
Убой свиньи — обычай, глубоко укоренившийся в каталонской культуре. Он находится под угрозой исчезновения из-за определённых правил гигиены и защиты прав животных. Каталонский закон запрещает убой животных перед публикой. Убой свиньи по-прежнему проводится в Вальдерробресе и Серре.
В других местах убой свиней не является обычаем, их убивают ради мяса два раза в год.

## Испания

### Покупка свиньи и откармливание
Часто семьи покупают свинью в марте и заранее договариваются с продавцами на рынках. Затем её держат несколько месяцев на участке для того, чтобы животное привыкло к этому месту. В октябре и ноябре свиней откармливают желудями.

### Убой
Традиционно до убоя в дом приглашают соседей и знакомых. Забой обычно происходит 30 ноября, в день святого Андрея, либо под Рождество. Обычай начинается в 9-10 часов утра. Свинью убивают крюком. Женщины и дети собирают кровь в чашку. Затем из мяса готовят блюда.

### Блюда
Из мяса готовят разнообразные блюда. В Алисте из мяса свиньи готовят колбасу и подают с хлебом и сахаром. В Кантабрии, где убой называется matacíu, делают колбасу с добавлением лука, кукурузной муки, пшеницы и специй и сжигают останки свиньи. В Арагоне, в основном в провинции Уэска, ломтики колбасы используют для приготовления блюда тортета. На юге Кастилии деликатесом является суп из мяса свиньи. В 13 веке Испанию населяли, помимо христиан, мусульмане, религия которых запрещает есть свинину. Убой свиньи человеком был доказательством, что он христианин. Некоторые испанские экскурсии, посвящённые культуре, включают обычай убоя свиней. Их также убивали перед парадом Gigantes y cabezudos, где размахивали мочевыми пузырями на палочках, но это не являлось обычаем.

### Остров Мальорка
На острове Мальорка во время убоя читают молитву, а пенис либо мочевой пузырь свиньи вешают около дома. Жир используют для смазки инструментов.

### Законы
В 2007 году испанские власти ввели закон об обращении со свиньями: убое, приготовлении. Закон гласит, что не принято резать свинью, не ударив её током. За несоблюдение закона грозит штраф в 600 евро.

### Поговорки
В Испании также существуют поговорки: «Каждая свинья дождётся своего Сан-Мартина» (всему есть конец) и «Старуха убивает свинью» (о чём-то необычном, так как свиней убивали сильные мужчины).

## Эстония
В 1990-х годах в Эстонии стало запрещено покупать свинью на рынке. В 2003 году был проведён спор между сторонниками убоя (считающих, что эта традиция исчезает, и её нужно возрождать) и сторонниками законов ЕС (о соблюдении правил гигиены).

## Германия
В Германии после убоя свиней (Schlachtfest) дарят мясо соседям. Свиной мочевой пузырь вешают на забор. Schlachtfest до сих пор распространён в Швабии и Саксонии.

## Португалия
В Португалии свиней убивают зимой. В Галиции процесс убоя происходит путём разреза сонной артерии. Из крови свиньи готовят десерт.

## Мексика

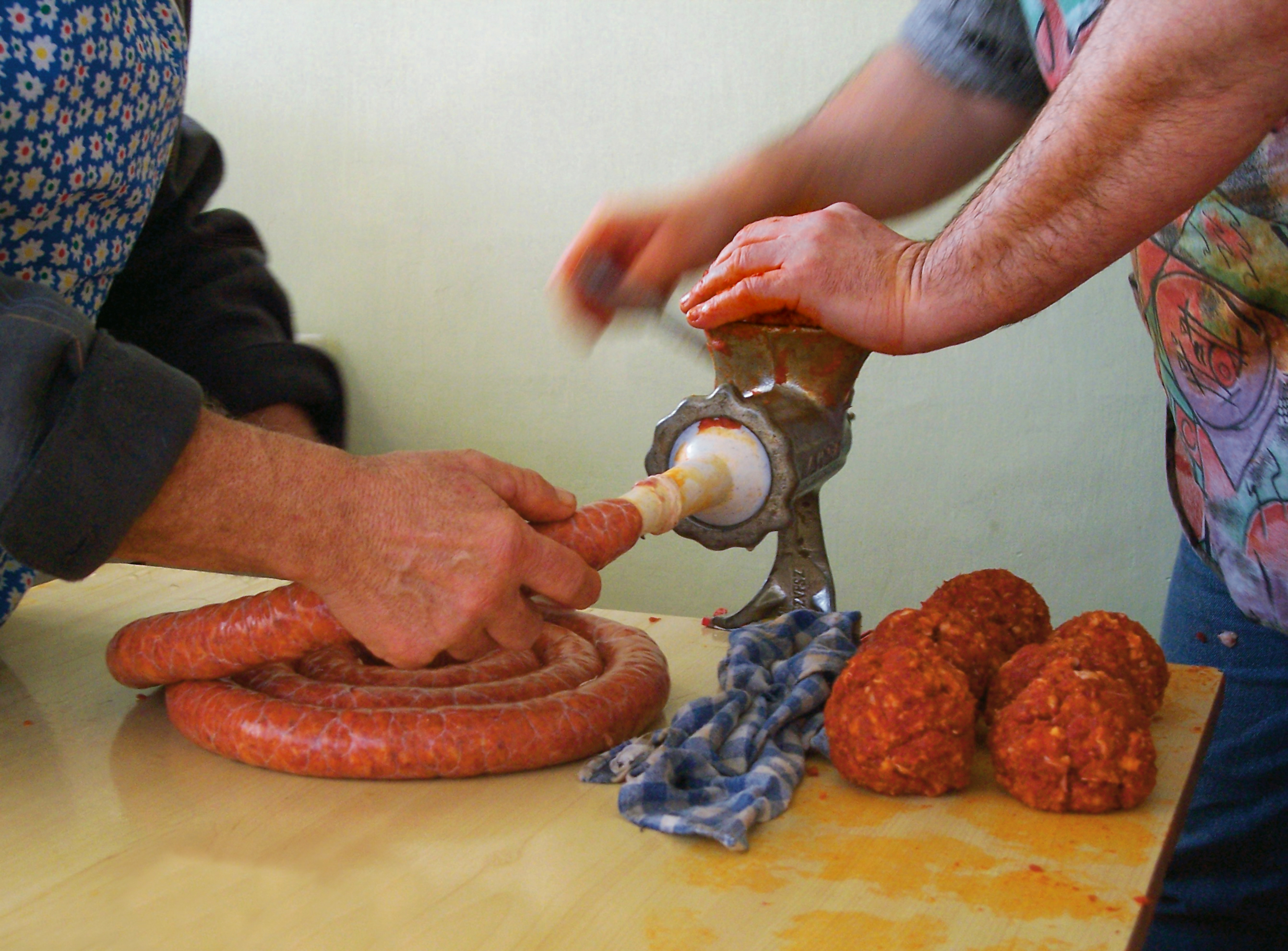
Традиционная венгерская колбаса

В Мексике свиней убивают путём разреза грудной клетки. Пока животное полностью не истечёт кровью, готовить его запрещается. К мясу добавляют чеснок, молоко, корицу, соль, апельсин, текилу. Мясо закусывают лепёшками.

## Россия
Раньше в России свиней убивали на Рождество, но убой свиней не был обычаем. Сейчас свиней убивают раз в два года ради мяса. В Республике Мордовия, Пензенской, Тамбовской Самарской Саратовской  и других областях, где проживают мокша, до принятия православной веры мокшане отмечали Новый год на следующий день после зимнего солнцестояния, а именно в ночь с 22 на 23 декабря. По сообщению этнографов, имелось у празднества и своё наименование – Таунсяй или Тувоньсяй ("свиное торжество"). За несколько суток до мероприятия топили баню, мылись, готовили снадобья и напитки, для духа-покровителя свиней во дворе дома ставили приношение: кусочки свиного мяса. В канун поворота солнца к новому свету проводилось специальное моление. Об этом упоминает фольклорист Кирилл Самородов таким образом: «Вечером под Новый год мокша начинала совершать праздничное моление – "Таунсяй". В каждой деревенской семье варили свиную голову, жарили поросят и совершали обряды, которые сопровождались песнями-таунсяями, которые по своей структуре очень близки к колядкам. Веселья продолжалось три дня и три ночи после зимнего равноденствия». Радостные моления-таунсяи были более древнего происхождения, такую же точку зрения на бытование традиционной (нехристианской) встрече Нового года высказал Павел Мельников, побывавший во второй половине XIX в. в экспедиции по Нижегородской, Симбирской, Тамбовской и Пензенской губерний. Вот заметка из его исторического Magnum Opus:
Вечером под Новый год у мордвы-мокшы справляется некий "тувоньсяй", что значит "свиной праздник". Отсюда, кажется, произошел и русский таусень или авсень, обряды которого очень сходны. Семьи объединялись в деревенские общины и самая зажиточные предоставляла свое поместье для превращения оного в "Кштимань куд" ("Дом плясок"), который с приблежением Рождества становился "Роштувань куд" ("Рождественский дом"). Ходят ряженые, поют колядки, готовят богатый стол: пироги, обязательное блюдо-селянка, медовое пиво... Две недели длятся девичьи гадания.
Назначенная на заклание свинья живет в избе, пока не заколют, где откармливается. Распаренный веник при заклании её не употребляется. У небогатых людей, которые не в состоянии заколоть на святках двух свиней, непременное кушанье в праздник-тавунсяй свиные ножки. Женщины делают пресные лепешки на свином сале, пирожки в виде свиней и сдобные колобки в форме и размере куриного яйца. Как и накануне Рождества, мальчики и девочки ходят по домам (но без березовых веников и без штатола в фонаре). Детвора прикрикивает: Тувоньсяй! Тувоньсяй! Тувоньсяй! Так ублажают духа, ведь какой стол на праздник – такой и год.

## Китай
В Китае убой свиньи не является традиционным обычаем, но мочевой пузырь свиньи используют в качестве маски в опере «бяньлянь».

## Венгрия
В Венгрии после забоя принято готовить традиционную колбасу.